# 계룡선녀전
《계룡선녀전》은 돌배 작가가 네이버 만화에서 매주 목요일에 연재하는 대한민국의 웹툰이다. 
2017년 3월 1일부터 〈네이버 웹툰〉에서  연재를 시작하여, 2018년 3월 14일에 완결되었다.

## 개요
샌프란시스코 화랑관 돌배 작가의 차기작.
〈네이버 웹툰〉에서 2017년 3월 1일부터 약 1년간 목요웹툰으로 연재되었다.
장르는 일상물 + 동양계 판타지 로맨스. 전래동화 선녀와 나무꾼을 모티브로 한다.

## 줄거리
고려, 조선시대를 거쳐 바리스타가 된 계룡산 선녀님(女, 699세) 환생한 서방님과 날개옷을 찾을 수 있을까

## 등장인물
- 선옥남

북두칠성 제1성 선녀로 탐랑성이다.
하계에 목욕하러 왔을 때 인간 나무꾼으로 변해버린 파군성을 만나 부부의 연을 맺고 살았다. 현재는 계룡산에서 선녀다방을 운영 중.
보통 사람들 앞에서는 할머니 모습으로 있다. 하지만 신선이나 같은 선녀는 원래의 모습이 보인다. 식물과 대화할 수 있는 능력이 있다.
- 김금

이원대학교 생물학과 박사과정을 밟고 있는 연구원.
어리바리하고 눈치 없지만 성실하고 착한 성격을 가지고 있다.
전생에 마을 여인이었다가, 신선 파군성이었다가, 인간 나무꾼으로 살아가다 죽어서 환생함. 현재는 인간 남자.
점순이와 대화를 하면서 점순이가 쓴 소설 '도련님의 비밀창호지'의 대리작가를 맡고 있다.
- 정이현

이원대학교 생물학과 부교수.
성격이 까칠하고 현실적으로 입증되지 않은 것들을 싫어한다. 만성불면증을 가지고 있다.
전생에 인간 여자아이였다가, 선녀 거문성이었다가. 사슴이었다가. 현재는 인간 남자.
자신의 전생과 모든 진실을 알게 된 후에 아프리카로 콩고로 떠났다.
- 점순/점순 더 범

파군성 바우새와 탐랑성 선옥남의 딸.
인기 있는 웹소설 '도련님의 비밀창호지'의 작가.
평소에는 고양이 모습으로 있지만 원래 모습은 호랑이.
- 점돌

파군성 바우새와 탐랑성 선옥남의 아들.
점순이의 오빠. 어느 날 갑자기 알로 나타났다.
평소에는 개불의 모습으로 있지만 원래 모습은 청룡.
- 이함숙

이원대학교에서 뇌과학을 연구하고 있는 교수. 이원대학교 이과생들의 마돈나.
'도련님의 비밀창호지'의 열혈독자.
후에 정이현과 함께 아프리카로 떠난다.
- 북두성군

북극성이 신격화된 존재.
탐랑성 선옥남과 파군성 바우새, 거문성 이지가 모시던 신.
- 남두성군 조봉대

북두성군의 여동생.
아원대학교에서 카페를 운영하는 터주신.
시간을 다루는 능력이 있다. 능금이와 함께 다닌다.
- 능금이

남두성군 조봉대가 데리고 다니는 참새 선인. 구선생의 제자.
- 구선생

비둘기 신선. 능금이의 스승
비둘기라 여러곳을 돌아다녀서 다른 신선들보다 세상물정에 밝은 편.
인간으로 변신할 수 있는데, 변신한 모습은 덩치 큰 중년의 남성.
- 몽문스님

수수께끼의 비구니 스님. 거문성이 버림받았을 시절의 천년 묵은 버드나무.

## 전생
- 선옥남

과거 북두성군을 모셨던 탐랑성 선녀. 거문성 이지와 파군성 바우새의 동료였다.
하계에서 목욕을 하던 중 날개옷을 잃어버리고 나무꾼을 만나 결혼했다.
나무꾼이 절벽에서 발을 헛디뎌 죽은 후, 환생해서 돌아오기를 계룡산에서 699년 동안 기다리고 있다. 계룡산에서 선녀다방 운영 중.
- 김금

과거 마을사람들에게 버려져서 굶어죽었던 여자아이에게 음식을 가져다주다가 죽은 마을 여인이었다.
그 후 선계로 입적해서 탐랑성 선옥남과 거문성 이지의 동료 파군성 바우새로 환생했다.
거문성 이지와 모종의 사건으로 기억을 잃고 지상으로 추방되어 나무꾼으로 살아가게 되었다.
나무꾼이었을 때의 죽음도 거문성 이지와 관련이 있다.
그러다 이원대학교 생물학과 박사과정을 밟는 언구원으로 환생했다.
- 정이현

과거 마을사람들에게 버려져서 굶어죽었던 여자아이였다.
그 후 선계로 입적해서 탐랑성 선옥남과 파군성 바우새의 동료 거문성 이지로 환생했다.
사적인 감성으로 하계에 불을 지르는 죄를 지어 추방되었고 사슴으로 살아가게 되었다.
사슴일 때 나무꾼에게 화를 내며 주변을 태우다가 나무꾼을 죽음으로 몰고 갔다.
그러다 이원대학교 생물학과 부교수, 통칭 정교수로 다시 환생했다.
- 점순

과거 선옥남과 바우새의 딸이자 점돌이의 동생이었다.
어렸을 때 배고픈 호랑이의 습격을 받아 손가락을 하나 먹혔다.
그로 인해 인간일 때 손가락이 하나 없고 그 영향인지 모르겠지만 호랑이로 환생했다.
- 점돌

과거 선옥남과 바우새의 아들이자 점순이의 오빠였다.
손가락이 하나 없어서 동네 아이들에게 놀림감이 되었던 점순이를 노인이 될 때까지 지켜주었다.
어느 날 갑자기 알로 나타났고 청룡으로 환생했다.

## 드라마화
- tvN 《계룡선녀전》 (실사판, 2018년)